# 上佐治村
上佐治村（かみさじそん）は、鳥取県八頭郡にあった自治体である。1896年（明治29年）3月31日までは智頭郡に属した。

## 概要
現在の鳥取市佐治町福園・佐治町加茂・佐治町畑・佐治町舂谷（つくだに）・佐治町河本・佐治町余戸・佐治町尾際（おわい）・佐治町中・佐治町栃原（とちわら）に相当する。千代川水系佐治川上流域に位置した。
村名は佐治谷の上部に位置することによる。
藩政時代には鳥取藩領の智頭郡佐治郷（さじのごう）に属する福園村・万蔵村・大水村・尾続村（尾付村）・細尾村・畑村・舂谷村・河本村・余戸村（淀村）・尾際村・中村・栃原村があった。

## 沿革
- 1877年（明治10年）5月22日 - 万蔵村・大水村・尾続村・細尾村が合併して加茂村となる。川（カ）、面（モ）、つまり佐治川渓谷の地形を表したものとされる[1][2]。
- 1881年（明治14年）9月12日 - 鳥取県再置。
- 1883年（明治16年） - 加瀬木村（後の中佐治村大字加瀬木村）に置かれた連合戸長役場の管轄区域となる[3]。
- 1889年（明治22年）10月1日 - 町村制の施行により、福園村・加茂村・畑村・舂谷村・河本村・余戸村・尾際村・中村・栃原村が合併して村制施行し、智頭郡上佐治村が発足。旧村名を継承した9大字を編成し、役場を加茂村に設置[4][5]。
- 1896年（明治29年）4月1日 - 郡制の施行により、八上郡・八東郡・智頭郡の区域をもって八頭郡が発足し、八頭郡上佐治村となる。
- 1910年（明治43年）1月1日 - 口佐治村、中佐治村と合併し、佐治村が発足。同日上佐治村廃止[4][6]。

## 行政

### 村長
- 荒武鹿蔵：1902年（明治35年） - 1908年（明治41年）[7]
- 中原愛造（村長代理者）：1909年（明治42年）[8]